# Національно-визвольний фронт Греції
Національно-визвольний фронт Греції (грец. Εθνικό Απελευθερωτικό Μέτωπο), скорочено ЕАМ — у роки Другої світової війни 1939—1945 організація, що об'єднала патріотичні сили Греції.

## Історія
Національно-визвольний фронт Греції був заснований 27 вересня 1941 року з ініціативи компартії Греції. Цілі ЕАМ: визволення країни від німецьких окупантів і забезпечення її повної незалежності, формування тимчасового уряду із представників, що входили до політичних партій ЕАМ, суверенне вирішення питання про форму правління.
ЕАМ був організатором Руху Опору в Греції, створення у грудні 1941 року Грецької народно-визвольної армії (ЕЛАС), проведення Афінської загального страйку 1943 та ін.
Із 1943 року у визволених районах країни ЕАМ закладав основи народно-демократичної влади. 10 березня 1944 року за рішенням ЦК ЕАМ створений Політичний комітет Національного визволення фактично виконував функції тимчасового демократичного уряду. У жовтні 1944 (до моменту визволення Греції від німецьких окупантів) ЕАМ об'єднував понад 1,8 млн осіб. 24 квітня 1945 року був перетворений на політичний блок партій (КПГ, Аграрна, Демократична та інші ліві партії), діяльність якого була заборонена 27 грудня 1947 урядом.
Серед активних учасників ЕАМ були зокрема:
- новогрецький поет, актор і перекладач Янніс Ріцос;
- грецький магнат-судновласник Васіліс Константакопулос.